# Mustelus lunulatus
 Mustelus lunulatus  — широко  распространённый вид хрящевых рыб рода обыкновенных куньих акул семейства куньих акул отряда кархаринообразных. Обитает в восточной части Тихого океана. Размножается плацентарным живорождением. Максимальная зафиксированная длина 170 см. Опасности для человека не представляет. Рацион состоит в основном из ракообразных. Промыслового значения не имеет.

## Таксономия
Впервые вид научно описан в 1882 году. Голотип представляет собой самку длиной 62 см, пойманную у побережья Масатлана, Мексика. Это вид могли путать с прочими видами куньих акул, обитающих в Калифорнийском заливе, включая калифорнийскую кунью акулу. Записи, свидетельствующие о присутствии Mustelus lunulatus у побережья Южной Америки, относятся к другим еще неописанным видам куньих акул. Схожие с Mustelus lunulatus виды куньих акул встречаются у берегов Эквадора и на Галапагосских островах.

## Ареал
Mustelus lunulatus обитают в восточной части Тихого океана, Атлантике от южной Калифорнии до Панамы. Эти донные акулы встречаются на глубине от 9 до 144 м, наиболее часто не глубже 100 м.. В верхней части Калифорнийского залива (самый северный район на севере Калифорнийского залива) в феврале и марте чаще всего попадаются беременные самки с развитыми эмбрионами. Вероятно, эти места служат Mustelus lunulatus природными питомниками.

## Описание
У Mustelus lunulatus короткая голова, слегка вытянутая морда и стройное тело. Расстояние от кончика морды до основания грудных плавников составляет от 19 % до 21 % от общей длины тела. Крупные овальные глаза вытянуты по горизонтали. Рот очень длинный. Длина рта намного превышает длину глаза и составляет 3,4—3,9 % от длины тела. По углам рта имеются губные борозды. Верхние губные борозды короче нижних. Короткие, тупые зубы асимметричны, с центральным остриём, у молодых акул латеральные зубцы отсутствуют. Расстояние между спинными плавниками составляет 18—22 % от длины тела. Грудные плавники небольшие, длина переднего края составляет 13—16 %, а заднего края 10—13 % от общей длины соответственно. Длина переднего края брюшных плавников составляет 7,4—9,1 % от общей длины тела. Высота анального плавника равна 3,1—3,9 % от общей длины. Первый спинной плавник довольно крупный, больше второго спинного плавника. Его основание расположено между основаниями грудных и брюшных плавников. Основание второго спинного плавника находится перед основанием анального плавника. Анальный плавник меньше обоих спинных плавников. У края верхней лопасти хвостового плавника имеется вентральная выемка. Хвостовой плавник вытянут почти горизонтально. Окрас серый или серо-коричневый без отметин.

## Биология
Mustelus lunulatus представляет собой быстро растущий и рано созревающий вид акул с небольшой продолжительностью жизни. Размножается плацентарным живорождением. В помёте от 6 до 19 новорожденных. Самки приносят потомство ежегодно. Количество новорожденных напрямую связано с размером матери. Рацион в основном составляют ракообразные, затем следуют головоногие и костистые рыбы.

## Взаимодействие с человеком
Не представляет опасности для человека. C 1980-х годов является объектом кустарного промысла в северной части Калифорнийского залива., а с 1996 года и промышленных траулеров среднего размера, когда было получено разрешение на добычу пластиножаберных вне сезона промысла креветок. Кроме того, в качестве прилова попадает в креветочные тралы и донные жаберные сети с шагом ячеи 4—6 дюйма. Новорожденные акулята слишком малы, чтобы попадать в такие сети. Иногда единичный улов составляет 500 кг. Исследования, проведенные у берегов Соноры, показали, небольшие акулы, в том числе Mustelus lunulatus, панамская длиннорылая акула, калифорнийская и коричневая кунья акула осенью и зимой совершают сезонные миграции. В этом районе численность улова может достигать 1200—1500 особей. Международный союз охраны природы присвоил этому виду статус «Вызывающий наименьшие опасения».